# Lucídio Batista da Silva
Lucídio Batista da Slva, conegut amb el sobrenom de Cabeção, (Rio de Janeiro, 25 de novembre de 1919 - ?) fou un futbolista brasiler de la dècada de 1940.
Jugava a la posició d'extrem dret. El seu primer club fou el Bonsucesso FC de Rio. A continuació jugà al Palestra Italia/SE Palmeiras entre 1941 i 1944, on marcà 34 gols en 53 partits. A continuació jugà al CA Peñarol, fins que el 1947 fitxà pel FC Barcelona, gràcies a l'entrenador uruguaià del Barça Enrique Fernández Viola. Fou el primer brasiler que jugà un partit oficial amb el Barcelona. Posteriorment defensà els colors del FC Porto i el SE Palmeiras.

## Palmarès
- Campionat paulista:
  - 1942
- Lliga espanyola:
  - 1948